# صدمة جراحية

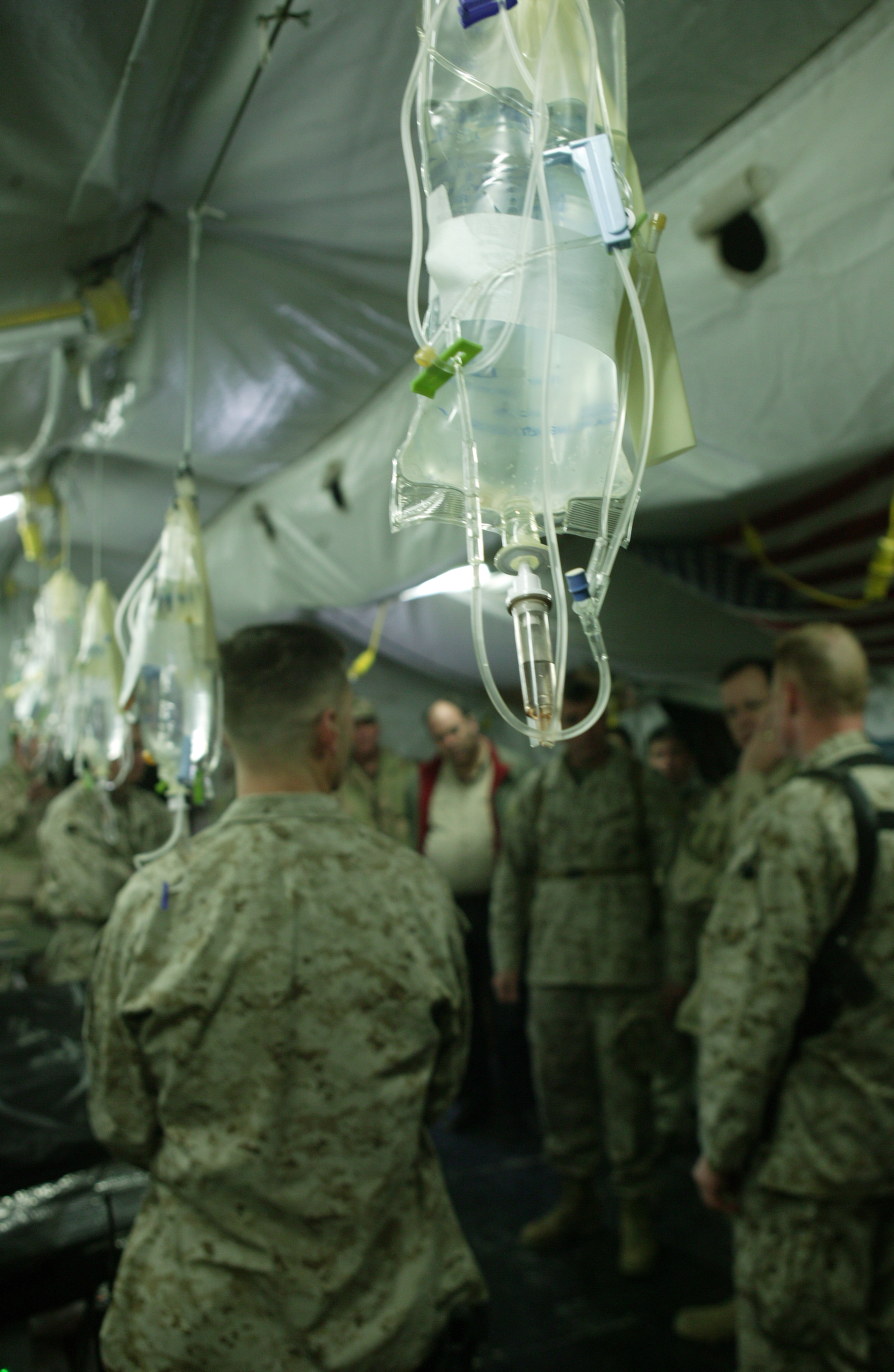
معالجة وريدية في غرفة الطوارئ في أحد فيالق مشاة البحرية الأمريكية

الصدمة الجراحية (بالإنجليزية: Surgical Shock)‏ هي صدمة في جهاز الدوران ناتجة عن الجراحة. عادةً ما تكون بسبب النزف والذي ينتج عنه عدم كفاية حجم الدم.